# Phycopterus flavellus
Phycopterus flavellus là một loài bướm đêm trong họ Noctuidae.